# Jerzy Wieteski
Jerzy Wieteski (Łódź, 16 de octubre de 1934 - Łódź, 24 de abril de 2014) fue un futbolista polaco que jugaba en la demarcación de delantero.

## Biografía
En 1952, y con 18 años de edad, Wieteski debutó como futbolista con el ŁKS Łódź. Tras cinco años en el club ganó la Copa de Polonia tras ganar en la final al Górnik Zabrze por 2-1. Un año después quedó primero en la Ekstraklasa superando por un punto al Polonia Bytom. Después de trece años en el club se retiró como futbolista.
Falleció el 24 de abril de 2014 en Łódź a los 79 años de edad.

## Clubes
| Club     | País    | Año         |
| -------- | ------- | ----------- |
| ŁKS Łódź | Polonia | 1952 - 1965 |

## Palmarés

### Campeonatos nacionales
| Título          | Club     | País    | Año  |
| --------------- | -------- | ------- | ---- |
| Copa de Polonia | ŁKS Łódź | Polonia | 1957 |
| Ekstraklasa     | ŁKS Łódź | Polonia | 1958 |